# Municipi de Commerce (Michigan)
El municipi de Commerce (anglès: Commerce Township / Charter Township of Commerce) és un municipi de la carta (charter township) del comtat d'Oakland de l'estat estatunidenc de Michigan. Segons el cens del 2010, la seva població era de 40.186 habitants.

## Comunitats
- Commerce es troba a Commerce i Sleeth Roads (42° 35′ 28″ N, 83° 29′ 27″ O / 42.59111°N,83.49083°O; Elevació: 288 m.[2] Fou classificat el 1836.[3]
- Glengary es troba a Benstein Road entre Oakley Park i Glengary Roads (42° 33′ 54″ N, 83° 30′ 15″ O / 42.56500°N,83.50417°O; Elevació: 281 m.[4]
- Oakley Park es troba a (42° 34′ 08″ N, 83° 29′ 48″ O / 42.56889°N,83.49667°O; Elevació: 284 m.[5]
- Union Lake és una comunitat no incorporada unida a la part nord-est del municipi que uneix els municipis de West Bloomfield, Waterford i White Lake.
- Wolverine Lake és un poble incorporat al municipi.